# Villa Paz S.A. (Aires Puros)
Villa Paz S.A. (Aires Puros) ist eine Ortschaft in Uruguay.

## Geographie
Villa Paz S.A. (Aires Puros) befindet sich im Südwesten des Departamento Canelones in dessen Sektor 5. Der Ort grenzt westlich an La Paz an und liegt östlich von Barrio La Lucha. Südlich fließt der Arroyo de las Piedras.

## Einwohner
Die Einwohnerzahl von Villa Paz S.A. (Aires Puros) beträgt 542. (Stand: 2011)
| Jahr | Einwohner |
| ---- | --------- |
| 1963 | 281       |
| 1975 | 356       |
| 1985 | 384       |
| 1996 | 476       |
| 2004 | 499       |
| 2011 | 542       |

Quelle: Instituto Nacional de Estadística de Uruguay

## Municipio
Villa Paz S.A. ist ein Ort in der 33 km² großen Gemeinde Municipio La Paz.